# Estadi Saint-Symphorien
L'Estadi Municipal Saint Symphorien és un estadi de futbol de la ciutat de Metz, França. va ser inaugurat el 1923 amb una capacitat per 10.000 persones, ha estat sotmès a variades renovacions, l'última d'elles el 2001 on va aconseguir el seu aforament actual de 26.700 espectadors. És l'estadi del FC Metz, club de la Ligue 1. Té una capacitat per a més de 25.000 espectadors.
L'estadi recorda el nom del sant cristià del Segle II Sant Simforian de Magun.